# Episodi di Station 19 (quarta stagione)
La quarta stagione della serie televisiva statunitense Station 19, composta da sedici episodi, è stata trasmessa in prima visione assoluta negli Stati Uniti d'America da ABC dal 12 novembre 2020 al 3 giugno 2021.
In Italia è trasmessa in prima visione da Fox, canale a pagamento della piattaforma satellitare Sky, dal 12 gennaio al 29 giugno 2021.
In chiaro è trasmessa ogni giorno infrasettimanale con un doppio episodio su Italia 1 dal 4 luglio 2024.
| nº | Titolo originale           | Titolo italiano                     | Prima TV USA     | Prima TV Italia |
| -- | -------------------------- | ----------------------------------- | ---------------- | --------------- |
| 1  | Nothing Seems The Same     | Niente Sembra Lo Stesso             | 12 novembre 2020 | 12 gennaio 2021 |
| 2  | Wild World                 | Mondo selvaggio                     | 19 novembre 2020 | 19 gennaio 2021 |
| 3  | We Are Family              | Siamo una famiglia                  | 3 dicembre 2020  | 26 gennaio 2021 |
| 4  | Don't Look Back In Anger   | Non guardare il passato con rancore | 10 dicembre 2020 | 2 febbraio 2021 |
| 5  | Out Of Control             | Fuori controllo                     | 17 dicembre 2020 | 9 febbraio 2021 |
| 6  | Train In Vain              | Train In Vain                       | 11 marzo 2021    | 20 aprile 2021  |
| 7  | Learning to Fly            | Imparare a volare                   | 18 marzo 2021    | 27 aprile 2021  |
| 8  | Make no Mistake, He's Mine | Non fraintendermi, lui è mio        | 25 marzo 2021    | 4 maggio 2021   |
| 9  | No One Is Alone            | Nessuno è solo                      | 1º aprile 2021   | 11 maggio 2021  |
| 10 | Save Yourself              | Salva te stesso                     | 8 aprile 2021    | 18 maggio 2021  |
| 11 | Here It Comes Again        | Succede di nuovo                    | 15 aprile 2021   | 25 maggio 2021  |
| 12 | Get Up, Stand up           | Alzati, in piedi                    | 22 aprile 2021   | 1º giugno 2021  |
| 13 | I Guess I'm Floating       | Credo di galleggiare                | 6 maggio 2021    | 8 giugno 2021   |
| 14 | Comfortably Numb           | Confortevolmente stordito           | 20 maggio 2021   | 15 giugno 2021  |
| 15 | Say Her Name               | Pronunciate il suo nome             | 27 maggio 2021   | 22 giugno 2021  |
| 16 | Forever and Ever, Amen     | Per sempre, amen                    | 3 giugno 2021    | 29 giugno 2021  |

## Niente sembra lo stesso
- Titolo originale: Nothing Seems The Same
- Diretto da: Paris Barclay
- Scritto da: Kiley Donovan

### Trama
Mentre la squadra 19 si occupa degli effetti del COVID-19, l'auto di soccorso si occupa di ragazzi vittime di un incidente stradale al ritorno da una festa. Quando l'auto prende fuoco le cose si complicano e si trasformano rapidamente in un piccolo incendio boschivo. Andy continua a elaborare la notizia che sua madre è ancora viva mentre è in lutto per la morte di suo padre. Sullivan ha difficoltà ad accettare il licenziamento dai vigili del fuoco di Seattle e ad ambientarsi nel suo nuovo lavoro in una società privata. Sullivan e Andy si separano momentaneamente per permettere a lui di disintossicarsi. Nel finale Andy tiene l'elogio funebre per suo padre, il Capitano Pruitt.
- Ascolti USA: 6 590 000 telespettatori[4]
- Note: questo episodio inizia un evento crossover che conclude con il secondo episodio della diciassettesima stagione di Grey's Anatomy.

## Mondo selvaggio
- Titolo originale: Wild World
- Diretto da: Bethany Rooney
- Scritto da: Emmylou Diaz

### Trama
Mentre Andy passa nuovamente del tempo con la sua famiglia, Sullivan prende provvedimenti per disintossicarsi. Travis e Ben rispondono a una chiamata di una donna attaccata da una tigre e Travis dà di matto perché ha scoperto che suo padre è gay; tuttavia la tigre appare più tardi all'interno della caserma dei pompieri. Carina si sfoga sulla perdita di un paziente con Ben mentre lei e Maya fanno del loro meglio per seguire le regole di allontanamento sociale, ma alla fine Carina va a trovare Maya alla caserma dei pompieri e decidono di passare la quarantena assieme. Dean e Vic litigano perché lei non capisce i motivi per cui lui l'ha mandata via di casa e decide di andare a vivere da Travis.
- Ascolti USA: 5 660 000 telespettatori[5]

## Siamo una famiglia
- Titolo originale: We Are Family
- Diretto da: Paris Barclay
- Scritto da: Zaiver Sinnett

### Trama
Richard Webber arriva alla caserma per sostenere Sullivan prima del suo incontro davanti alla commissione dei vigili del fuoco, che determinerà il suo futuro come vigile del fuoco. Durante la sua testimonianza, Ben indica la crisi degli oppioidi nel paese come la ragione principale alla base della dipendenza di Sullivan e delle sue conseguenze, il che porta la commissione a chiudere il PRT, ritenendolo una responsabilità troppo grande. Essendo stato scagionato da tutte le accuse e riassunto al Seattle PD, testimonia anche l'ex Comandante Dixon, incolpando Sullivan di aver manipolato i vigili del fuoco, compreso suo figlio. Dopo che l'equipaggio della Caserma 19 interrompe la riunione per esprimere il proprio sostegno a Sullivan, la commissione gli consente di rimanere alla Caserma19 come recluta dei vigili del fuoco. Maya fatica ad accettare la sua bella vita con Carina; lei e Andy riaccendono la loro amicizia dopo aver realizzato che sono state completamente fuori dal mondo e sentono la mancanza l'uno dell'altra. Dopo aver risposto a una chiamata al condominio di un gruppo di drag queen, Travis si rende conto che gli manca avere amici gay e si ricollega con Emmett. 
- Ascolti USA: 5 580 000 telespettatori[6]

## Non guardare il passato con rancore
- Titolo originale: Don't Look Back In Anger
- Diretto da: Bethany Rooney
- Scritto da: Brian Anthony

### Trama
Marsha sviene in casa e viene portata al Grey Sloan per positività al COVID-19, intanto Jack si occupa del piccolo che aveva salvato dal padre violento, una volta fatti i tamponi a tutti e tre compresa la madre e risultati negativi, lui decise di non lasciarli da soli ma di tenergli compagnia. Intanto la squadra interviene in una casa con una madre fatta di droghe pesanti incinta, che cerca di allontanare tutti con una mazza da baseball. Alla fine si rompono le acque e il bambino nasce nel garage finendo nelle mani di Maya. Dopo la sua nascita la neo-mamma viene portata in ospedale per dei controlli, mentre il padre viene arrestato per spaccio di droghe pesanti. Dean è arrabbiato con Sullivan. Travis svela al padre di sapere che è gay.
- Ascolti USA: 5 580 000 telespettatori[7]

## Fuori controllo
- Titolo originale: Out Of Control
- Diretto da: Michael Medico
- Scritto da: Tyrone Finch

### Trama
La squadra stacca da un turno di tre chiamate e decidono di andare a festeggiare a casa di Maya. Quando lei si allontana per cambiarsi dopo uno scherzo subito da Dean e Travis, i due sentono una donna che urla per strada, dicendo che sua figlia e una sua amica sono state rapite da un uomo che si trovava nella casa a fianco. Dopo tentativi di chiamate verso le polizia arriva una pattuglia, ma non per loro, bensì per l'uomo che denuncia la donna per disturbo della quiete. Allora la squadra finge di sentire puzza di gas e di dover far evacuare la casa, quando all'improvviso scoppia un vero incendio e l'uomo esce. Dean e Sullivan entrano per cercare le ragazze, e una volta trovate svenute dentro una porta chiusa con un lucchetto, le portano in salvo. Alla fine fuori scoppia una rivolta perché la polizia invece di accusare l'uomo di rapimento e traffico di esseri umani, denuncia le ragazze per incendio doloso dicendo che si erano inventate tutto, solo per pregiudizi razziali. Alla fine dell'episodio viene arrestata la madre di una delle ragazze per essersi ribellata alla polizia, dopo di che viene arrestato Dean che ha tentato di proteggerla e infine Sullivan per aver spinto un poliziotto dopo che aveva spinto a terra Andy (sua moglie).
Con tutto questo accaduto alla fine dell'episodio Shonda voleva ricordare il movimento Black Lives Matter e l'omicidio di George Floyd per mano della polizia.
- Ascolti USA: 5 630 000 telespettatori[8]
- Note: questo episodio inizia un evento crossover che conclude con il sesto episodio della diciassettesima stagione di Grey's Anatomy.

## Allenarsi invano
- Titolo originale: Train in Vain
- Diretto da: Allison Liddi-Brown
- Scritto da: Meghann Plunkett e Rob Giles

### Trama
L'episodio comincia con la scarcerazione di Dean e Sullivan, dopo che grazie a un filmato si scopre che in realtà erano innocenti e arrestati ingiustamente. Quando tutti tornano in caserma si ricordano che è la giornata dell'ispezione annuale del Comandante di battaglione e la prima con un Capitano donna al comando. A un certo punto Maya viene chiamata da Carina, la sua fidanzata, dicendo di aver iniziato un inseguimento con suo fratello della donna che traffica adolescenti, che pensano possa essere collegata al rapimento delle due ragazze nel precedente episodio. I due chiedono aiuto alla Caserma 19 dato che la polizia dice che ci sarebbero da fare troppe cose burocratiche prima di poter intervenire. Ben e Jack prendono l'ambulanza e iniziano a raggiungere i due fratelli che intanto hanno seguito la donna su un treno diretto verso il centro città. Intanto Maya riesce a convincere la polizia grazie alla targa della macchina della donna, che essendo di un altro stato può significare che il traffico di sesso avviene anche fuori dal paese, così interviene anche l'FBI. La donna viene arrestata all'uscita della stazione, mentre veniva seguita da DeLuca, il quale però è stato pugnalato senza accorgersene. L'episodio termina con De Luca che viene soccorso sul posto e portato in ambulanza verso il Grey Sloan.
- Ascolti USA: 5 400 000 telespettatori
- Note: questo episodio inizia un evento crossover che conclude con il settimo episodio della diciassettesima stagione di Grey's Anatomy.

## Imparare a volare
- Titolo originale: Learning to Fly
- Diretto da: Sam Forman
- Scritto da: Michael Medico

### Trama
Carina continua a dilaniarsi per il lutto insieme a Maya, che intanto ha chiesto un periodo di pausa dal lavoro, affidando il comando a Andy. Durante il turno la squadra viene chiamata per sgomberare un assembramento di persone che formavano una setta, ascoltavano e ballavano insieme al loro leader che era sul tetto dell’edificio, continuando a ripetere che ballando ci si poteva liberare dalla paura e si poteva volare. Il Capitano manda sul tetto Jack ma, dopo disperati tentativi di farlo scendere lui si butta e atterra sul gonfiabile d'emergenza. Intanto Ben chiede di tornare al lavoro e di rimanere in ufficio, dove si presenta un anziano che convive con l'HIV, dopo che si è tagliato un dito con le forbici mentre cercava di lavorare con la seta. Verso la fine vediamo Maya che convince Carina a urlare per tirare fuori i sentimenti che la reprimono e Jack che bacia Inara, dopo essere tornato dal lavoro e aver capito, durante l'intervento che ha fatto sul tetto, di poter amare qualcuno nella sua vita.
- Ascolti USA: 5 100 000 telespettatori

## Non fraintendermi, lui è mio
- Titolo originale: Make No Mistake, He's Mine
- Diretto da: Allison Liddi-Brown
- Scritto da: Shalisha Francis-Feusner

### Trama
Dean intende fare causa alla polizia per quello che è successo e chiede aiuto a un avvocato civilista, nonché sua amica. A casa di Maya e Carina si presenta Gabriella, un'amica di Carina che ha saputo della morte del fratello e questo causa gelosia in Maya. In caserma intanto viene sostituito Jack per problemi familiari dovuti al ritorno a casa di Marsha dall'ospedale cosa che poi non avverrà, con Theo Ruiz, della Caserma 23. Theo nel frattempo aveva iniziato ad uscire con Vic, si scopre poi che è lui che ha dato l'ordine a Michael, il marito di Travis, durante l'intervento in cui è morto e per questo è stato solo degradato a tenente. Questa cosa ovviamente non va giù a Travis, che nel finale vede lui e Vic abbracciati. In caserma si presenta un ragazzo con una freccia in testa passante da parte a parte, che viene soccorso e portato al Grey Sloan.
- Ascolti USA: 5 260 000 telespettatori

## Nessuno è solo
- Titolo originale: No One Is Alone
- Diretto da: Stacey K. Black
- Scritto da: Rochelle Zimmerman

### Trama
Vic e Travis lavorano insieme soccorrendo due amici che continuano ad abusare di droghe e ad andare in overdose. Travis è arrabbiato con Vic dopo averla sorpresa che abbracciava Theo dopo averlo lasciato, ma alla fine si chiariranno e capiranno quanto sia importante il supporto di un amico quando perdi una persona cara. Viene ripercorsa la storia di Travis e del marito defunto Michael e si scopre che Theo era il suo migliore amico e che quindi la morte di Michael, di cui è responsabile, lo ha fatto soffrire molto. Nel frattempo Jack e Theo sono di turno insieme e Theo consiglia a Jack come tranquillizzare Marcus, preoccupato per la pericolosità del suo lavoro, avendo lui perso il padre, vigile del fuoco, a soli 8 anni.
- Ascolti USA: 4 780 000 telespettatori

## Per sempre, amen
- Titolo originale: Forever Endever, Amen
- Diretto da: Paris Barclay
- Scritto da: Kiley Donovan

### Trama
È il giorno del matrimonio tra Carina e Maya e fin dall'inizio si scopre che Andy è furiosa con Sullivan. In un flashback si copre che la squadra è stata impegnata in un salvataggio di ben 8 persone all'interno di un'abitazione che stava andando a fuoco e Maya, pur di salvare la vita di un bambino, si prende la responsabilità di portarlo con l'autopompa fino all'ospedale, disobbedendo agli ordini del Comandante. Nel presente vediamo la Caserma 19 effettuare i preparativi per il matrimonio, che verrà celebrato nel locale dei genitori di Vic, i quali sono riusciti a rimetterlo in sesto dopo l'incendio durante la protesta e le manifestazioni per quello che è successo a George Floyd. Mentre Andy aiuta Maya e la porta nel luogo del matrimonio, quest'ultima viene convinta, strada facendo, a recarsi dai genitori, fare coming-out apertamente con loro e invita la madre ad andare via di casa, offrendole ospitalità, pur di non vederla più soffrire a causa delle angherie del padre. Durante il matrimonio, che viene celebrato da Ben, vengono invitati anche Theo, che aveva partecipato al salvataggio del locale, ed Emmett. Sullivan cerca in tutti i modi di parlare con Andy, ma lei tutte lo volte lo aggredisce verbalmente e lo lascia da solo, senza che lui possa spiegarsi. Nel frattempo, Dean viene convinto dai suoi amici a confessare i suoi sentimenti con Vic, ma quando si convince e la raggiunge la trova in un angolo a baciarsi con Theo, facendolo ritornare quindi sui suoi passi. Jack inoltre viene lasciato dalla sua ragazza, Inara, la quale le confessa che se ne andrà via con suo figlio Marcus e andrà a vivere dalla sorella in un'altra città in California. Inoltre gli confessa che sa benissimo che lui non la ama, ma che va bene così e non saprà mai ringraziarlo abbastanza per tutto quello che Jack ha fatto per lei e suo figlio. Travis confessa a Emmett che gli piace e si baciano. Nel'ultimo flasback si scopre che il Comandante vuole smantellare la Caserma 19 e urla contro Sullivan ed Andy per la loro insubordinazione. Mentre congeda entrambi richiama Sullivan, e parla con lui della situazione di Maya. Sullivan per salvare la Caserma 19 propone di declassare Maya e offrirsi lui come nuovo capitano della 19 per tenere la squadra unita. Nel presente stanno continuando i festeggiamenti del matrimonio, al quale è giunta anche la madre di Maya, e mentre Sullivan cerca di parlare l'ennesima volta con Andy delle sue scelte, a tutti i cellulari della squadra arriva un messaggio che comunica l'esonero di Maya da capitano.